# تسنغ قوانغ
}}تسنغ قوانغ (بالصينية: 曾 光 ؛ مواليد 1946) هو عالم الأوبئة الصيني وهو كبير العلماء ومشرف الدكتوراه في المركز الصيني لمكافحة الأمراض والوقاية منها (مركز السيطرة على الأمراض الصيني). وهو عضو في فريق الخبراء رفيع المستوى للجنة الصحة الوطنية.

## سيرة شخصية
ولد تسنغ في عام 1946 في جمهورية الصين. بعد تخرجه من كلية الطب في خبي (جامعة خبي الطبية الآن)، كان في كلية الدراسات العليا في كلية الطب في اتحاد بكين، ودرس للحصول على درجة الماجستير في العلوم الطبية. كان باحثًا زائرًا في مراكز مكافحة الأمراض والوقاية منها (CDC) بين عامي 1985 و1986. وفي عام 2003، عمل مستشارًا لمقر الوقاية من السارس والسيطرة عليه. خلال تفشي الفيروس التاجي لعام 2019-2020، في 29 يناير 2020، حصل على مقابلة مع صحيفة الشعب اليومية وقال «فترة الحضانة للمرض تقع في غضون 14 يومًا»، كما أوصى الأشخاص بتجنب الذعر وردود الفعل المفرطة.